# Praia Fluvial de Alvito da Beira
A Praia fluvial de Alvito da Beira fica situada nas margens da ribeira do Alvito, na aldeia de Alvito da Beira, no Município de Proença-a-Nova, distrito de Castelo Branco.

## Acessos
Situada a cerca de 18 km de Proença-a-Nova. Seguir no IC8, em Moitas sair na saída de Sobreira Formosa, na Ex-EN233 (antiga estrada para Castelo Branco) e seguir até ao centro da vila. Continuar na Ex-EN233 na direcção de Castelo Branco, até uma rotunda. Aí, seguir placas, até Alvito da Beira.